# 王室藩
王室藩（?—?），江西省南昌府南昌縣人，清朝政治人物、同進士出身。

## 生平
光緒十八年（1892年），参加光緒壬辰科殿試，登進士三甲132名。同年五月，著交吏部掣签分发各省，以知县即用